# Revise F65
Revise F65 är en organisation som har sitt säte i Norge. Revise 65 är en av de största kritikerna av världshälsoorganisationens sjukdomsstämpel av BDSM och fetischism. Organisationen har inspirerats av HBT-rörelsens metoder för hur sjukdomsstämpeln ska tas bort.
Revise 65 menar bland annat på att "ovanliga objekt eller aktiviteter" inte är något annat än moralism från manualförfattarnas sida och därmed inte hör hemma inom psykologin. De menar att konsekvenserna av detta skulle vara att även andra subkulturer och aktiviteter bör söka hjälp för till exempel att de gillar fallskärmshoppning.
Enligt Revise 65 håller diagnoskriterierna inte modern standard och det finns mycket liten grund i den moderna vetenskapen kring de påståenden som görs.